# Tokagöl
Tokagöl är en sjö i Tingsryds kommun i Småland och ingår i Nättrabyåns huvudavrinningsområde.